# Коген-Блинд, Фердинанд
Фердинанд Коген-Блинд (нем. Ferdinand Cohen-Blind; 25 марта 1844, Мангейм — 8 мая 1866, Берлин) в 1866 году совершил покушение на Отто Бисмарка. Пасынок революционера Карла Блинда.

## Молодые годы
Фердинанд Коген-Блинд родился в семье состоятельного вдовца-еврея из Мангейма Якоба Абрахама Когена и его второй супруги Фридерики, урождённой Этлингер. Мать Фердинанда отличалась независимыми взглядами и вскоре после рождения сына вступила в связь с Карлом Блиндом, студентом, исключённым из Гейдельбергского университета за радикальные демократические взгляды. Фридерика Коген оказывала Карлу Блинду финансовую поддержку в его политической деятельности за счёт средств своего мужа, а летом 1847 года была арестована вместе с Блиндом и попала в тюрьму. После смерти Якоба Абрахама Когена в 1848 году Фридерика вышла замуж за Блинда в 1849 году, который стал отчимом Фердинанду.
После неудачи революции в Бадене, в ходе которой Карл Блинд сражался на стороне республиканцев, семья была вынуждена покинуть страну и отправилась в эмиграцию, сначала в Париж, позднее в Брюссель и в 1852 году — в Лондон. В детские годы, проведённые в эмиграции, у Фердинанда сформировались антимонархические политические взгляды, и по примеру отчима он тоже решил посвятить себя защите демократии.
В 1862 году Коген-Блинд вернулся в Германию и поначалу вольнослушателем учился в Тюбингенском университете, а затем в Сельскохозяйственной академии в Хоэнхайме, где демонстрировал хорошую успеваемость.

## Покушение на Бисмарка

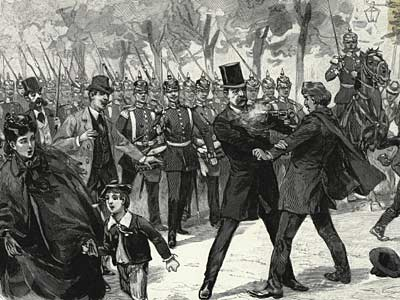
Коген-Блинд совершает покушение на Бисмарка

Завершив обучение, в марте 1866 года Коген-Блинд отправился путешествовать по Баварии и Богемии. Обострившиеся отношения между Пруссией и Австрией привели его к решению убить премьер-министра Пруссии Бисмарка и тем самым предотвратить войну. Фердинанд Коген-Блинд выехал из Карловых Вар в Берлин, куда он прибыл 5 мая и остановился в отеле «Рояль» на Унтер-ден-Линден.
Во второй половине дня 7 мая на Унтер-ден-Линден недалеко от посольства России Коген-Блинд поджидал Бисмарка, который после доклада королю Вильгельму I пешком возвращался домой. Коген-Блинд произвёл в Бисмарка два выстрела со спины. Бисмарк быстро обернулся и схватил Коген-Блинда, который, тем не менее, сумел выстрелить ещё три раза. На помощь бросились солдаты проходившего мимо 1-го батальона 2-го пехотного гвардейского полка и задержали Коген-Блинда. Бисмарк отправился дальше домой и позднее вечером был обследован личным врачом короля Густавом фон Лауэром, который установил, что первые три пули прошли по касательной, а последние две пули отскочили от ребра, не причинив существенного вреда.
Когена-Блинда доставили в полицию на допрос, где, оставшись без присмотра, ножом перерезал себе шейную артерию и умер в 4 часа утра 8 мая. Его тело было погребено без каких-либо церемоний ночью на  кладбище святого Николая.